# Oltářní obraz

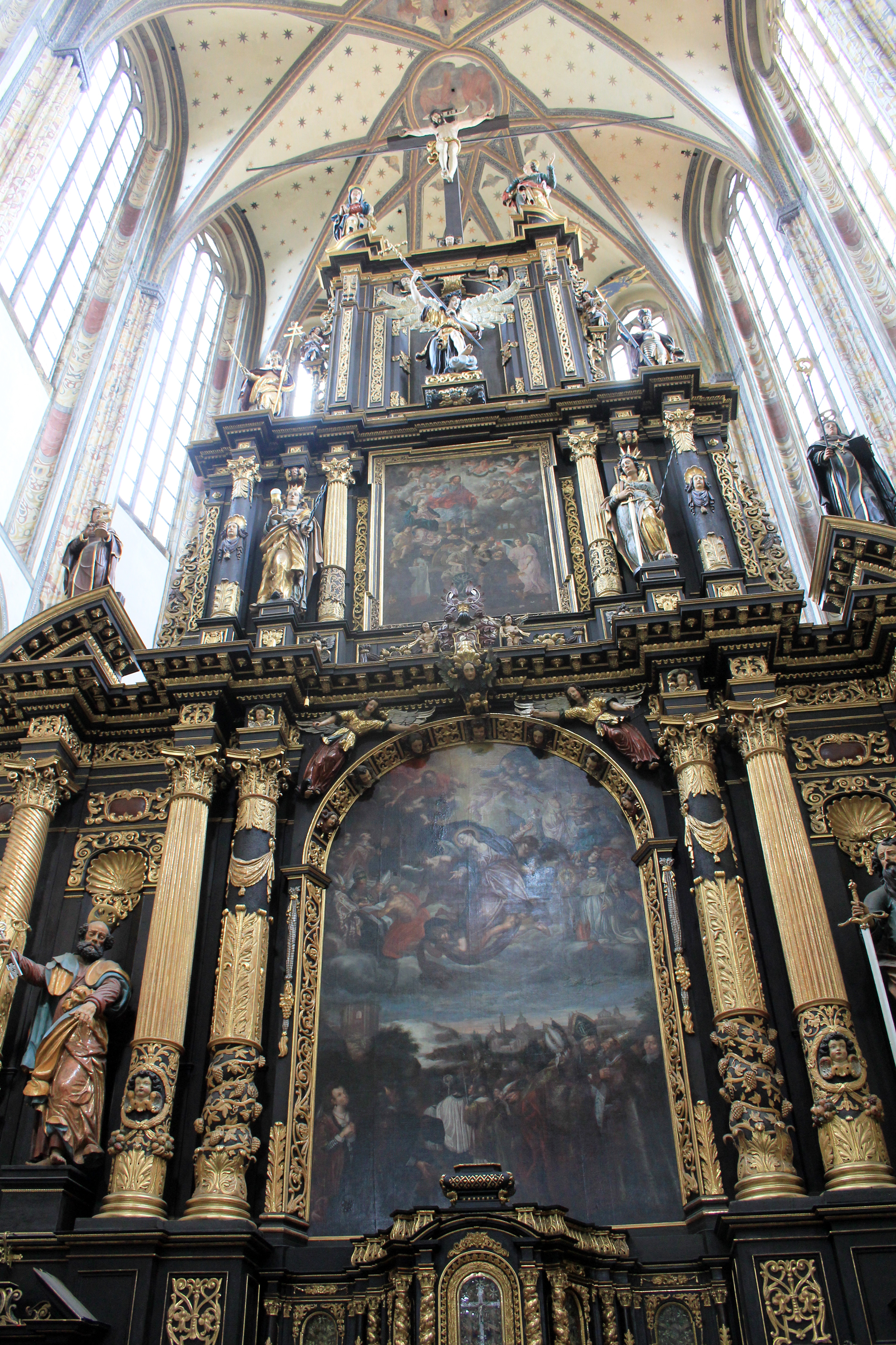
Barokní retábl s obrazy (kostel P. Marie Sněžné v Praze)

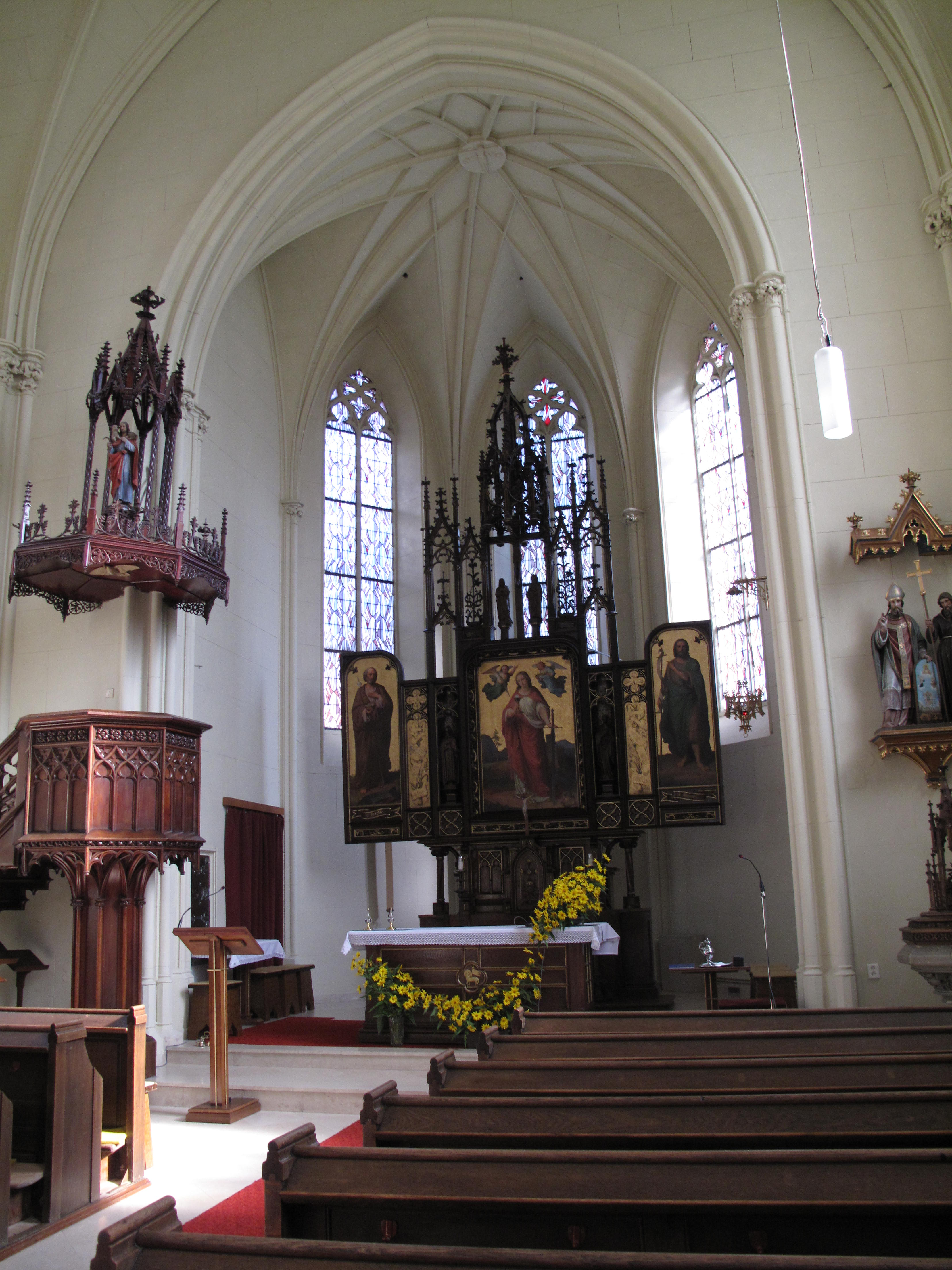
Gotický zavírací triptych (Adamov)

Oltářní obraz je součást umělecké výzdoby oltáře v některých křesťanských kostelích. Může být zavěšen na stěně nad oltářem, nebo je součástí dřevěné konstrukce (retáblu) u stěny za oltářem.

## Historie
Od vrcholného středověku se oltář - původně volně stojící stůl nebo kamenný blok - stavěl u stěny kostela a vzhledem k velikosti kostela zvýrazňoval retáblem, nástavbou na oltáři, za ním nebo na stěně nad ním. Starší ozdobné desky nad oltářem nahrazují později často deskové malby, ve 14. a 15. století typicky zavírací křídlové oltáře se třemi (triptych) nebo čtyřmi malovanými nebo vyřezávanými křídly. Od 16. století je obvyklé, že za oltářem stojí dřevěný retábl s jedním nebo několika oltářními obrazy. V 18. a 19. století se retábl někdy nahrazoval iluzivní malbou, která rámovala oltářní obraz.
Oltářní obraz hlavního oltáře (v ose kostela, obvykle u jeho východní stěny) znázorňuje obvykle zasvěcení kostela nebo jeho patrona. Od reforem Druhého vatikánského koncilu v polovině 20. století se oltáře opět staví volně do prostoru, takže retábl odpadá. Nicméně na stěně v presbytáři v ose kostela bývá často zavěšen oltářní obraz, reliéf nebo gobelín.